# Черняхівський Євген Григорович
Євге́н Григо́рович Черняхі́вський (* (1) 13 лютого 1873, Мазепинці — † 1938) — український хірург, перший ректор Київського інституту охорони здоров'я, заступник голови Медичної секції ВУАН.

## Біографія
Народився (1) 13 лютого 1873 року в селі Мазепинці на Київщині в сім'ї священика Григорія Черняхівського. Середню освіту Євген отримав у 3-й Київській гімназії.
У 1898 р. закінчив медичний факультет Київського університету Святого Володимира, учень Миколи Волковича. Почав працювати інтерном у хірургічному відділі Олександрівської лікарні м. Києва.
У травні 1901 року вперше в Києві врятував людину зі смертельно небезпечним пошкодженням, зумівши зашити рану серця. У 1908 р. створено Київське хірургічне товариство і професора Н. М. Волковича обирають його головою, а Черняхівського — секретарем. У 1920 р. на базі медичного факультету Київського університету був організований медичний інститут, сьогодні — Національний медичний університет імені О. О. Богомольця. Черняхівський став його першим ректором і протягом двох років (1920—1921) керував ним. Одночасно до 1929 року він завідував кафедрою загальної хірургії. Надалі у зв'язку з арештом брата у справі СВУ його звільнили з медінституту. Короткий час він, ймовірно, працював у клініці Митрофана Москальова.

Могила хірурга

Пам'ятник родині священика Григорія Черняхівського у селі Мазепинці

Помер у 1938 році. Похований в Києві на Лук'янівському цвинтарі (ділянка № 23, ряд 2, місце 29(1)).